# 71P/Clark
71P/Clark – kometa okresowa z rodziny komet Jowisza.

## Odkrycie
Kometę tę odkrył nowozelandzki astronom Michael Clark 9 czerwca 1973 roku. W nazwie znajduje się zatem nazwisko odkrywcy.

## Orbita komety
Orbita komety 71P/Clark ma kształt elipsy o mimośrodzie 0,5. Jej peryhelium znajduje się w odległości 1,57 j.a., aphelium zaś 4,68 j.a. od Słońca. Jej okres obiegu wokół Słońca wynosi 5,53 roku, nachylenie do ekliptyki to wartość 9,48˚.